# Adriano Gabiru
Adriano Gabiru, pseudonimo di Carlos Adriano de Souza Vieira (Maceió, 11 agosto 1977), è un ex calciatore brasiliano, di ruolo centrocampista.

## Carriera

### Club
Considerato in gioventù un calciatore di grande prospettiva, nello sviluppo della carriera Adriano Gabiru non seppe mantenere le aspettative.
Durante la sua carriera ha giocato con numerose società, tra cui l'Atletico Paranense, l'Olympique Marsiglia, il Cruzeiro e l'Internacional.
Nella finale del Mondiale per club 2006, indossando la maglia dell'Internacional, ha segnato il gol decisivo nella finale vinta contro il Barcellona, nonostante egli fosse un comprimario e quasi fuori rosa,  chiuso in attacco da giocatori quali Pato, Fernandao e Luiz Adriano.

### Nazionale
Conta 2 presenze con la nazionale brasiliana.

## Palmares
- Coppa del mondo per club: 1

Internacional: 2006